# ناحیه مارشال، میشیگان
ناحیه مارشال (به انگلیسی: Marshall Township) یک منطقهٔ مسکونی در ایالات متحده آمریکا است که در شهرستان کالهاون، میشیگان واقع شده‌است.
 ناحیه مارشال ۸۱٫۷ کیلومتر مربع مساحت و ۳٬۱۱۵ نفر جمعیت دارد و ۲۸۳ متر بالاتر از سطح دریا واقع شده‌است.